# Mikwe in Friedberg (Hessen)

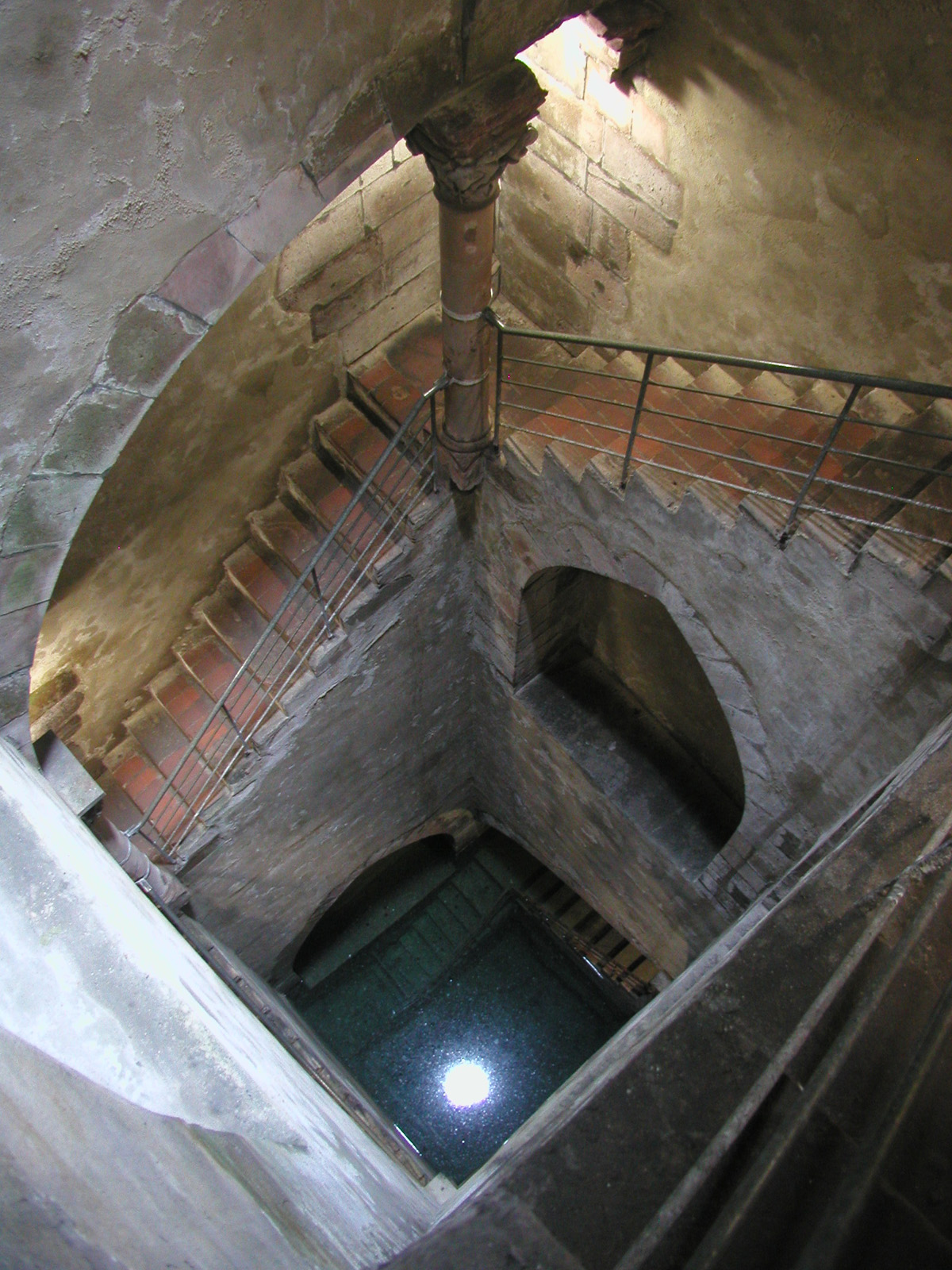
Blick auf das Becken

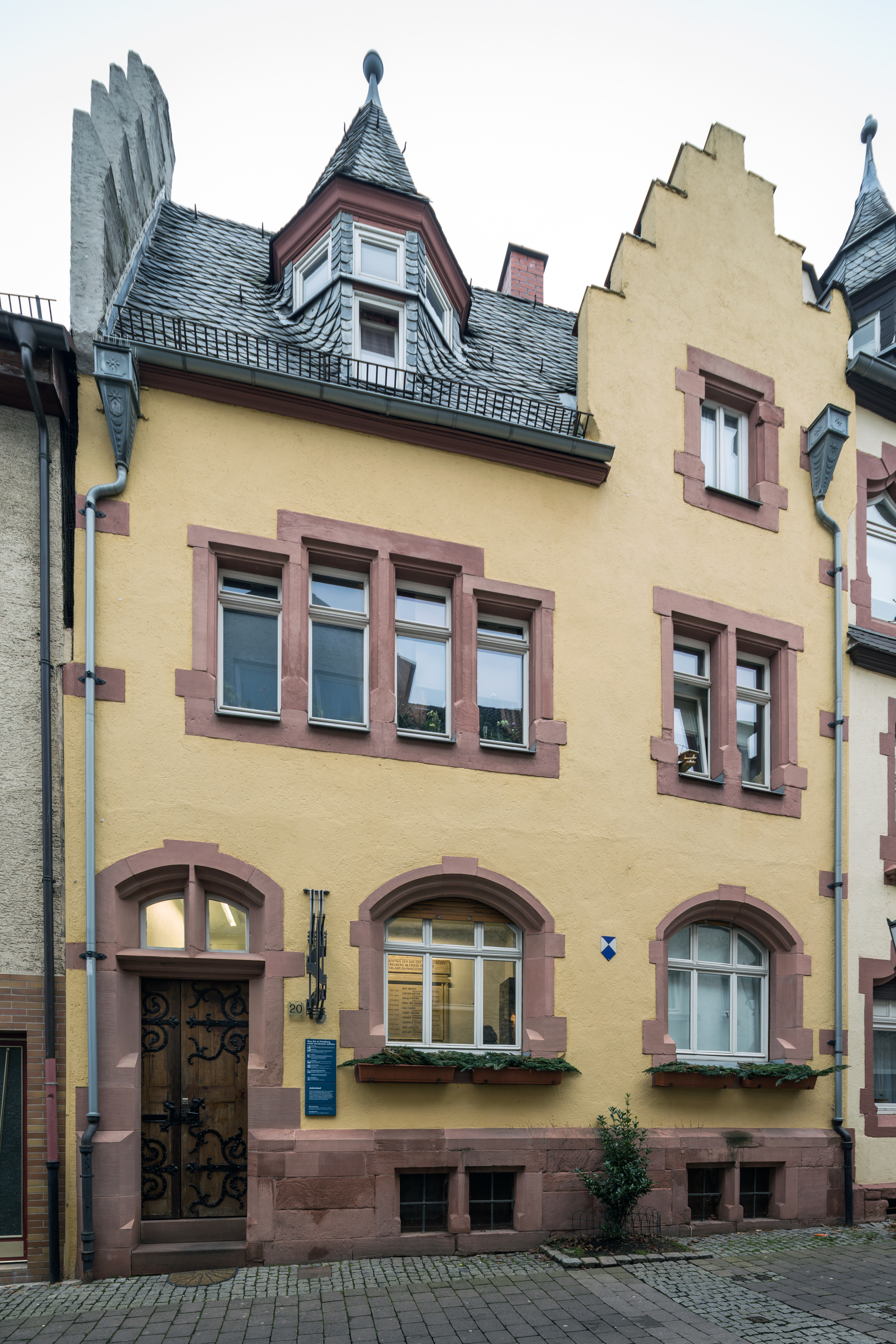
Vorderhaus Judengasse 20 von Südwesten, Januar 2014

Die Mikwe in Friedberg (Hessen) ist die größte vollständig erhaltene mittelalterliche Mikwe in Deutschland. Aus dieser Zeit sind wenige Groß-Mikwen erhalten. Die Friedberger Mikwe ist auch unter der Bezeichnung Judenbad bekannt.

## Standort
Die Friedberger Mikwe befindet sich in der Friedberger Altstadt, in der Judengasse 20, im ehemaligen Judenviertel. Der Zugang zur Mikwe erfolgt über den Innenhof des Vorderhauses aus dem Jahr 1902. In diesem Hof befindet sich eine Plexiglaskuppel, die heute den Lichtschacht im Deckengewölbe der Mikwe abdeckt. Nur wenige Häuser entfernt stand bis zu ihrer Zerstörung im Jahr 1938 die Synagoge.

## Geschichte
Seit 1241 ist eine jüdische Gemeinde in Friedberg urkundlich nachgewiesen. Spätestens 1260 begann der Bau der Mikwe. Auch die stilistische Datierung weist in diese Zeit. Der technisch hoch anspruchsvolle Bau wurde durch dieselbe Bauhütte errichtet, die zur gleichen Zeit an der Stadtkirche arbeitete. Als Geldgeber für das Bauprojekt gilt Isaak Coblenz aufgrund einer hebräischen Inschrift, die seinen Namen nennt. Sie befindet sich auf einem Quader links neben dem Zufluss. Die älteste schriftliche Erwähnung der Mikwe stammt aus dem Jahr 1350, als Ulrich III. von Hanau, Landvogt der Wetterau – und damit Vertreter des Königs –, nach einer Judenverfolgung zahlreich jüdisches Eigentum an die Stadt Friedberg verkauft.
Seit Anfang des 19. Jahrhunderts und der Auflassung des Ghettos im Zuge der Französischen Revolution wurde die Mikwe nicht mehr als Ritualbad benutzt und zweckentfremdet. Wissenschaftliche Beachtung fand sie ab etwa 1875, als die jüdische Gemeinde das Kulturdenkmal, das sich inzwischen in privater Hand befunden hatte, zurückkaufte. Sie wurde nun denkmalpflegerisch gewürdigt, erforscht und für Besucher geöffnet. 1902/03 wurde sie erstmals grundlegend renoviert, nachdem eingedrungenes Wasser den Baubestand gefährdet hatte. Zeitgleich wurde das historistisch-gotisierende Vorderhaus errichtet, das bis heute den Zugang von der Straße bildet.
In der Zeit des Nationalsozialismus gab es Versuche, die Mikwe zu zerstören. Während der Novemberpogrome 1938 scheiterte dies am Widerstand eines Geschichtslehrers des Friedberger Aufbaugymnasiums, Walther Schmied-Kowarzik, und seiner Schüler, die dem anrückenden SA-Trupp überzeugend die historische Bedeutung des Bades vorhielten. Später setzten sich führende NS-Politiker für den Erhalt der Mikwe ein, da sie von christlichen deutschen Handwerkern gebaut worden sei. 1939 erfolgte die Zwangsabtretung der Mikwe durch die jüdische Gemeinde an die Stadt Friedberg. In deren Eigentum befindet sie sich heute noch und ist für Besucher geöffnet. Die Stadt hat die Anlage 1957/58 erneut in Stand gesetzt, 1998 wurde der Eingangsbereich um einen Raum zur didaktischen Erläuterung ergänzt.

## Bedeutung und Funktion
Das Friedberger Judenbad ist die größte erhaltene mittelalterliche Mikwe in Europa, wahrscheinlich weltweit. Aufgrund der aufwändigen, eleganten architektonischen Gestaltung in Formen der Gotik kann die Mikwe auch baukünstlerisch einen herausragenden Rang beanspruchen. Darauf wurden Interessierte schon früh aufmerksam: Thomas Carve besichtigte sie bereits während des Dreißigjährigen Kriegs. Seit 1903 ist die Mikwe ein Kulturdenkmal, damals aufgrund des Gesetzes, den Denkmalschutz betreffend des Großherzogtums Hessen vom 16. Juli 1902, heute aufgrund des Hessischen Denkmalschutzgesetzes.
Der Frankfurter Schriftsteller Valentin Senger hat die Geschichte der Friedberger Mikwe in seinem Buch „Das Frauenbad und andere jüdische Geschichten“ (ISBN 3-630-86839-8) verarbeitet.

## Architektur

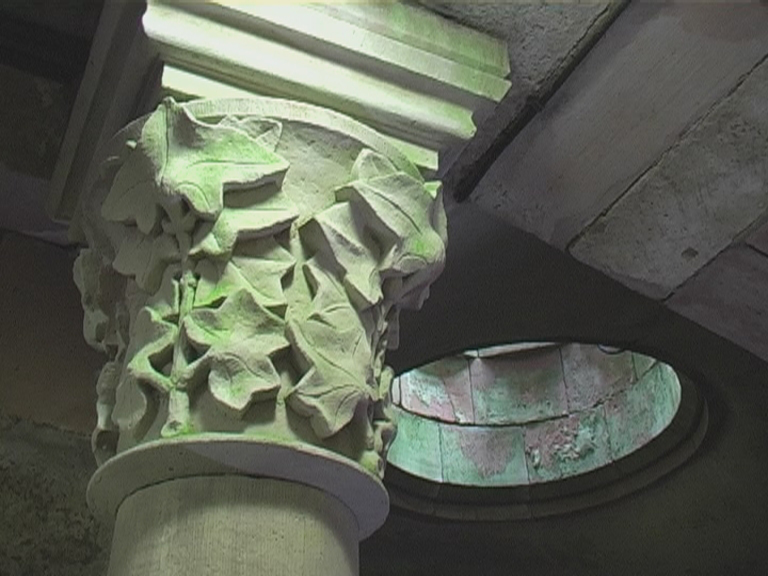
Säulenkapitell, im Hintergrund die Lichtöffnung

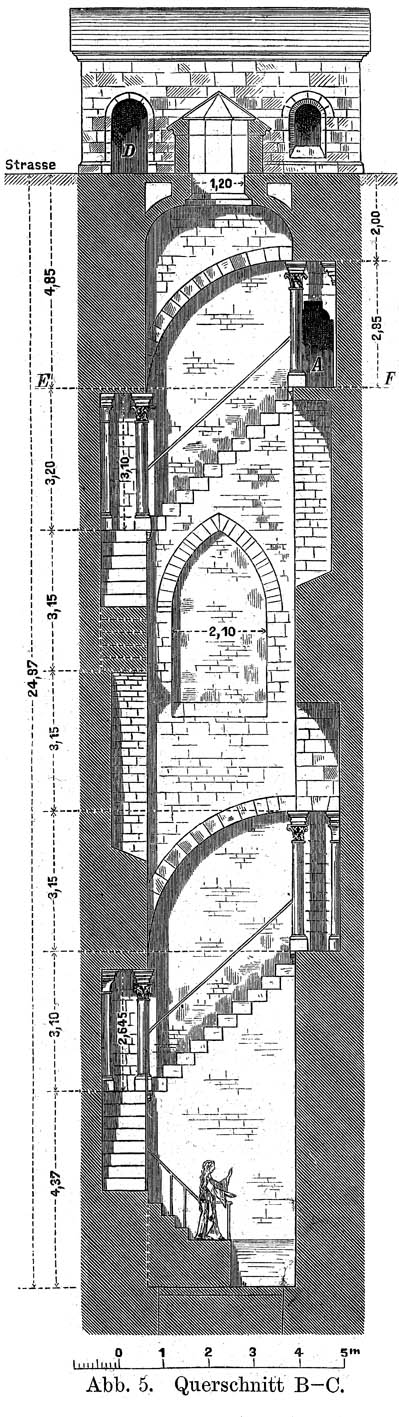
Querschnitt

Die technische Ausführung der Mikwe ist aufwändig: Um zu dem für die Ritualbäder notwendigen „natürlichen“ Wasser, hier dem Grundwasser, zu gelangen, musste zunächst ein Schacht 25 Meter vertikal durch den Basaltfelsen, auf dem Friedberg steht, in den Untergrund getrieben werden. Dieser wurde dann mit einem quadratischen Querschnitt von ca. 5,50 m × 5,50 m ausgemauert. Das sich stetig selbst erneuernde Wasser steht bis zu 5 m tief. Die Wassertemperatur beträgt 7,5 °C. Der Schacht ist nach oben durch ein Tonnengewölbe geschlossen, in dem eine kreisrunde Öffnung mit achteckigem Aufbau als Lichtquelle ausgespart wurde. Den einzigen Zugang, erreichbar vom Hof abwärts über eine kurze Treppe, bildet ein Portal, reich profiliert und mit einer Kombination aus Schulterbogen und gotischem dreiblättrigem Blendbogen nach oben abgeschlossen. Von dort ist der Schacht über eine Treppe begehbar, die der äußeren Schachtwand nach innen vorgesetzt ist. Diese ästhetisch höchst bemerkenswert gestaltete steinerne Treppe besteht aus sieben Abschnitten, die, unterbrochen von Absätzen in den Ecken, über insgesamt mehr als siebzig teilweise sehr hohe Stufen bis zum sichtbaren felsigen Grund unter dem Wasserspiegel führen. Die letzten beiden der Treppenläufe befinden sich gewöhnlich unter Wasser. Diese Treppenläufe werden von weiten Halbbögen überspannt, die zugleich das über ihnen als innere Schachtwand aufgeführte Mauerwerk tragen. Dessen Last ist durch spitzbogige Nischen gemindert, die zugleich ästhetisch wirksam die Wandflächen gliedern und die vertikale Ausrichtung des Baus unterstreichen. Die Halbbögen werden zum Rauminneren hin an ihren Fußpunkten von Säulen getragen, die auf den freien Ecken der Treppenabsätze stehen. Zur äußeren Schachtwand hin lasten die Bögen auf Konsolen und Eckdiensten.
Die Kapitelle der Säulen zeigen unterschiedlich differenziertes Blattwerk, von denen einige denen des Ziboriums der Friedberger Stadtkirche ähneln. Gleichartige Steinmetzzeichen wie in dem um 1260 begonnenen Chor der Stadtkirche und die Verwendung des gleichen Sandsteins als Baumaterial sind Indizien dafür, dass beide Bauten derselben Zeit stammen und an beiden Baustellen dieselben Handwerker tätig waren. Eine Inschrift in einer Wandnische der Mikwe zeigt die Jahreszahl 1260, durch die der stilistische und materielle Zusammenhang zum gotischen Sakralbau der Stadt eine Bestätigung findet.

## Verwitterung
Der verwendete Sandstein der Mikwe weist an seiner Oberfläche erhebliche Anzeichen von Verwitterung auf. Diese äußert sich in Salzausblühungen, Salzkrusten, Absanden und Abschuppen und ist im Wesentlichen auf das zyklisch wiederkehrende und klimatisch bedingte Auflösen von Salzen an der Oberfläche und im oberflächennahen Porenraum zurückzuführen. Risse und Hohlstellen treten nur in Einzelfällen auf. Die Ursache dafür wird in den Restaurierungsarbeiten der Jahre 1902 und 1957 gesehen. Durch den verwendeten Putz wurden zahlreiche gut wasserlösliche Natriumsalze in das Baumaterial eingebracht.

## Verweise
- Mikwe in Friedberg auf den Seiten des Hessischen Landesamts für Denkmalpflege.
- Hessischer Rundfunk: Friedberg und die Wetterau; Video, 44:42 Minuten. Bericht über die Mikwe ab Minute 18:15.
- DFG bewegt (Mediathek der Deutschen Forschungsgemeinschaft): Die Welt der Rituale – 04: Reinheitsrituale im mittelalterlichen Judentum Teil 2 auf YouTube (Besuch der mittelalterlichen Mikwe in Friedberg).